# عات
| aA · t |

| aA · t |

عات (انگلیسی: Aat؛ به معنای «بزرگ‌بانوی والا») یکی از ملکه‌های دودمان دوازدهم مصر باستان بود. از میان تمام همسران فرعون آمنمحات سوم، تنها نام اوست که با اطمینان در پژوهش‌های باستان‌شناسی مدرن شناخته شده است.

## آرامگاه
عات در دهشور و در کنار هرم همسرش به خاک سپرده شد. در کنار او، ملکهٔ دیگری نیز دفن شده بود که نامش از میان رفته است. اتاق تدفین عات در بخش جنوبی هرم قرار دارد. جعبهٔ ظروف کانوپی (ظروف مخصوص نگهداری اندام‌های داخلی) در محفظه‌ای در بالای ورودی گذاشته شده بود.
اگرچه آرامگاه در دوران باستان مورد غارت قرار گرفته بود، باستان‌شناسان موفق شدند تابوت سنگی او، «درِ کاذب» (نماد عبور به جهان دیگر)، میز نذری و چند قطعه از لوازم تدفینش را کشف کنند؛ از جمله: هفت کاسهٔ مرمری به شکل اردک، دو سر گرز، تکه‌هایی از جواهرات و یکی از ظروف کانوپی. در کنار وسایل تدفینی ملکهٔ دوم نیز ظروف مرمر گچی و ابسیدین (سنگ آتشفشانی)، سر گرزهایی از گرانیت و مرمر، برخی جواهرات و قطعاتی از یک نیایشگاه سنگی کوچک یافت شد.
بر اساس بقایای استخوانی کشف‌شده، عات حدود ۳۵ سال و آن ملکهٔ دیگر حدود ۲۵ سال سن داشتند.

## القاب
لقب‌های سلطنتی عات عبارت بودند از: «همسر شاه» و «خنمت‌نفرحدجت»

## خانواده
عات یکی از همسران متعدد فرعون آمنمحات سوم بود. احتمال دارد او مادر سوبک‌نفرو (یکی از زنان فرمانروای مصر) بوده باشد.